# 蘆洲八角樓
蘆洲八角樓位於臺灣新北市蘆洲區，原是一棟私人別墅，後來成為東洲化學的辦公大樓，於2004年3月17日公告為歷史建築。名稱中的「八角」是指這棟建築物的平面呈現「凹」字形，有個八個角的意思。

## 沿革
蘆洲八角樓的原屋主是李為，在今天的臺北市延平北路上經營舊天興銀樓，後來在昭和十一年（1936年）經建此棟洋樓作為別墅。二次大戰後，曾有一位空軍將領入住。
民國四十二年（1953年）左右，陳炳坤、陳炎等人創立東洲化學製藥廠，向李家買下此棟別墅作為辦公大樓。後來在陳家後人陳文彬的申請下，當時的臺北縣政府將此棟建築物公告為歷史建築。

## 建築
蘆洲八角樓為磚造二層樓建築，平面呈現凹字形，被人稱作是「八角樓仔厝」。